# Ulla Werbrouck
Ulla Werbrouck (n. 24 ianuarie 1972, Izegem, Flandra, Belgia) este o politiciană ce a reprezentat Belgia, medaliată olimpică. A participat la 3 ediții ale Jocurilor Olimpice (1992, 1996, 2000) în care a câștigat o medalie de aur.